# Santa Cruz County (Arizona)
 For alternative betydninger, se Santa Cruz County. (Se også artikler, som begynder med Santa Cruz County)
Santa Cruz County er et amt i delstaten Arizona, USA, med byen Nogales som hovedsæde og med den vigtigste grænseovergang til Arizona fra Mexico.
Amtet ligger i den sydlige del af Arizona mellem Cochise County, Pima County og Mexico. Amtet blev oprettet i 1899 og navngivet efter Santa Cruz River (som blev navngivet sidst i 1600-tallet af fader Eusebio Francisco Kino som grundlagde missioner og kortlagde området for Spanierne). Ordet Santa Cruz kommer fra det spanske ord Hellig Kors.

## Ekstern henvisning
- Billeder fra Santa Cruz County Arkiveret 27. november 2005 hos  Wayback Machine på Sitecenter.dk

31°32′00″N 110°50′00″V / 31.533333333333°N 110.83333333333°V